# Genul dramatic
Genul dramatic cuprinde totalitatea operelor scrise pentru a fi reprezentate pe scena unui teatru. De aceea, operele dramatice presupun o limitare în timp și spațiu a acțiunii reprezentate. În operele dramatice apare un conflict dramatic, care este axa în jurul căreia se dezvoltă acțiunea, bazată pe împrejurări, pasiuni și caractere care se ciocnesc. Personajele textului dramatic comunică prin intermediul dialogului și al monologului, autorul intervenind doar în indicațiile scenice (didascalii). Indicațiile scenice apar între paranteze sau în subsolul paginilor și se referă la acțiunea personajelor, la gesturi, la decor, la mimică etc. Personajele iau cu totul locul autorului, a cărui intervenție indirectă se manifestă prin indicațiile de regie, care se numesc indicatii scenice-didascalii.

## Caracteristici
Operele aparținând genului dramatic au trăsături specifice:
- acțiunea este declanșată de conflictul dramatic ce constă în confruntarea a două personaje, idei, situații;

- prezintă o structură specifică: replici, scene, acte (sau tablouri);
- replicile sunt precedate de numele personajului care le rostește;
- singura intervenție a autorului se face prin didascalii (indicații scenice);
- modul de expunere predominant este dialogul sau monologul.

## Specii ale genului dramatic
- Tragedia
- Comedia
- Drama
- Tragicomedie

Tragedia:
- conflict puternic și deznodământ grav; 
- personaje excepționale, exponente ale unei cauze mărețe în lupta cu puternice forțe adverse. De regulă, acest conflict se sfârșește odată cu moartea eroului. Nu se știe cu exactitate care sunt originile tragediei, dar în mod sigur, ea s-a dezvoltat în Grecia antică.
Comedia:
- maniera comică (satirică)în prezentarea personajelor, întâmplărilor, moravurilor; 
- conflict relevant; 
- deznodământ vesel. Comedia este o specie a genului dramatic care prezintă tipuri umane, situații și moravuri într-o viziune jovial-satirică sau critic-ironică, construindu-și structurile textuale și limbajele scenice pe categoria estetică a comicului. Comicul poate fi: de situație, de limbaj, de nume, de moravuri și de caracter.
Drama:
- conflict puternic; 
- împletirea elementelor grave cu cele comice; 
- receptarea vieții în toată complexitatea și diversitatea ei. Drama se distinge prin întâmplările și situațiile tragice care o caracterizează, caracterul personajelor fiind analizat în profunzime.
Tragicomedie:
-Tragicomedia este o specie a genului dramatic în care conflictul este preponderent tragic, însă se îmbină cu elemente comice rezultând un deznodământ fericit. Această specie a apărut în perioada Renașterii, în Italia, însă a fost privită cu reticență din cauza ideii precon…